# IC 2253
IC 2253 ist eine elliptische Galaxie vom Hubble-Typ E? im Sternbild Krebs auf der Ekliptik. Sie ist schätzungsweise 208 Millionen Lichtjahre von der Milchstraße entfernt.
Das Objekt wurde am 12. Februar 1896 von Stéphane Javelle entdeckt.